# 292856 Peeters
292856 Peeters este o planetă minoră (asteroid) din centura de asteroizi. A fost descoperită pe 26 octombrie 2006 la Mauna Kea Observatories⁠(d) de Paul A. Wiegert⁠(d). 
Obiectul prezintă o orbită caracterizată de o semiaxă mare de 2,480549948686 UAi, o excentricitate de 0,15344635561141, o înclinație de 3,1104832594979 ° în raport cu ecliptica.